# 1989 (álbum de Ryan Adams)
1989 é o décimo quinto álbum de estúdio do cantor estadunidense Ryan Adams. Foi lançado em 21 de setembro de 2015, pela gravadora PaxAmericana (PAX-AM). O álbum consiste em um cover de todo o álbum 1989 da cantora também estadunidense Taylor Swift.

## Antecedentes e lançamento
No início de agosto de 2015, confirmou que regravaria todas as músicas do álbum 1989 de Taylor Swift pelo Twitter e ainda disse que havia acabado de finalizar a canção Style. A cantora o respondeu com bastante animação e disse que iria celebrar aquele dia todos os anos como um feriado. Adam também disse que o disco seria lançado inspirado no estilo da banda The Smiths. No fim de agosto, Adam disse em seu twitter que o álbum já estava sendo finalizado naquela mesma semana. Durante o período de gravação do álbum, Ryan postou vários trechos e fotos das gravações do álbum em suas redes sociais.
Em 17 de setembro, Ryan anunciou que o álbum seria lançado na segunda-feira, 21. Junto com o anúncio do lançamento, Ryan divulgou a capa do cd e ainda lançou a canção Bad Blood na plataforma Apple Music no programa Beats 1, apresentado por Zane Lowe.

## Recepção da crítica
| Críticas profissionais | Críticas profissionais |
| Pontuações agregadas   | Pontuações agregadas   |
| Fonte                  | Avaliação              |
| ---------------------- | ---------------------- |
| Metacritic             | 69/100                 |
| Avaliações da crítica  |                        |
| Fonte                  | Avaliação              |
| Entertainment Weekly   | (A+)                   |
| "The Telegraph"        | (5/5)                  |

1989 recebeu críticas bastante positivas da crítica especializada. Leah Greenblatt, do portal Entertainment Weekly, deu ao álbum uma nota (A+). "O que acontece quando um indie robusto encontra uma princesa pop? Mágica, talvez.", diz Leah em seu texto. O site A.V. Club, por intermédio de Annie Zaleski, dá a mesma nota ao álbum (A+) e afirma que a decisão do cantor de regravar o álbum foi uma das mais inesperadas e aleatórias. Annie elogia os novos e arranjos, comenta que "Adam criou a trilha sonora de um filme de ficção adolescente da década de 80" e ainda elogia a capacidade de composição de Taylor Swift, afirmando que merece elogios e respeito.

## Lista de faixas
| N.º            | Título                       | Compositor(es)                       | Duração |  |
| 1.             | "Welcome to New York"        | Taylor Swift, Ryan Tedder            | 3:18    |  |
| 2.             | "Blank Space"                | Swift, Max Martin, Shellback         | 3:21    |  |
| 3.             | "Style"                      | Swift, Martin, Shellback, Ali Payami | 2:44    |  |
| 4.             | "Out of the Woods"           | Swift, Jack Antonoff                 | 6:07    |  |
| 5.             | "All You Had to Do Was Stay" | Swift, Martin                        | 3:30    |  |
| 6.             | "Shake It Off"               | Swift, Martin, Shellback             | 4:06    |  |
| 7.             | "I Wish You Would"           | Swift, Antonoff                      | 3:44    |  |
| 8.             | "Bad Blood"                  | Swift, Martin, Shellback             | 3:55    |  |
| 9.             | "Wildest Dreams"             | Swift, Martin, Shellback             | 5:21    |  |
| 10.            | "How You Get the Girl"       | Swift, Martin, Shellback             | 3:50    |  |
| 11.            | "This Love"                  | Swift                                | 4:45    |  |
| 12.            | "I Know Places"              | Swift, Tedder                        | 5:14    |  |
| 13.            | "Clean"                      | Swift, Imogen Heap                   | 4:23    |  |
| Duração total: | Duração total:               | Duração total:                       | 54:08   |  |

## Desempenho nas tabelas
| Tabela musical (2015)          | Melhor posição |
| ------------------------------ | -------------- |
| Austrália (ARIA Albums Chart)  | 9              |
| Bélgica (Ultratop 50)          | 28             |
| Estados Unidos (Billboard 200) | 7              |
| Irlanda (Irish Albums Chart)   | 15             |
| Países Baixos (Dutch Top 40)   | 36             |
| Reino Unido (UK Albums Chart)  | 19             |

## Histórico de lançamento
| País           | Data                   | Formato          | Gravadora |
| -------------- | ---------------------- | ---------------- | --------- |
| Estados Unidos | 21 de setembro de 2015 | Download digital | PAX-AM    |